# Two-Fisted Judge
Two-Fisted Judge è un cortometraggio muto del 1921 diretto, prodotto e interpretato da Edgar Jones.

## Produzione
Il film fu prodotto dalla Edgar Jones Productions.

## Distribuzione
Distribuito dalla Pathé Exchange, uscì nelle sale cinematografiche USA il 13 febbraio 1921.